# James Bowman (peintre)
Pour les articles homonymes, voir James Bowman et Bowman.
James Bowman, né en 1793 dans le comté d'Allegheny en Pennsylvanie, et mort le 18 mai 1842 à Rochester (N.Y.), est un artiste peintre portraitiste américain. Il a fait une carrière itinérante au Canada et dans l’est des États-Unis entre 1830 et 1850.

## Biographie
James Bowman est né en 1793 dans le comté d'Allegheny en Pennsylvanie,. À partir de 1822, il part pour l'Europe où il a étudié à Londres auprès de sir Thomas Lawrence. Il a également étudié à Paris et à Rome. Vers 1829
il revient aux États-Unis et peint à Charleston en Virginie-Occidentale ainsi qu'à Boston. En 1831 il s’installe à Québec,. Dans cette ville, on lui commande des portraits de Matthew Whitworth-Aylmer, de lady Aylmer et de Marie-Louise de Saint-Henri, du couvent des ursulines. En 1836 il épouse à Detroit Julia M. Chew,. Il est mort le 18 mai 1842 à Rochester (N.Y.),.

## Œuvres
- Portrait de Mme D'Arcy Boulton Jr., vers 1830, Musée des beaux-arts de l'Ontario
- Fanny Dunn, entre 1831 et 1833, Don de Bibliothèque et Archives nationales du Québec, Musée national des beaux-arts du Québec[3]
- Giovanni Domenico Balzaretti[4], entre 1831 et 1833, Musée national des beaux-arts du Québec[5]
- Louis Moreau, entre 1831 et 1833, Musée national des beaux-arts du Québec[6]
- Madame Louis Moreau, née Marie-Rosalie-Élizabeth Pouliot, entre 1831 et 1833, Musée national des beaux-arts du Québec[7]
- Marie-Louise-Émilie Pelletier, entre 1831 et 1833, Musée national des beaux-arts du Québec[8]
- Colin Robertson, 1833, Musée des beaux-arts de Montréal
- Le Christ désignant saint Roch comme patron de la peste, 1833, Basilique Notre-Dame de Montréal
- L'Éducation de la Vierge, 1833, Basilique Notre-Dame de Montréal
- Saint Amable, 1833, Basilique Notre-Dame de Montréal
- Madame. Livius Peters Sherwood, 1834, Musée des beaux-arts de l'Ontario
- Portrait de Madame Louis-Victor Sicotte, née Marguerite-Emélie Starnes, vers 1837, Bibliothèque et Archives Canada[9]
- Céline and Rosalvina Pelletier, vers 1838, Bibliothèque et Archives Canada[10]

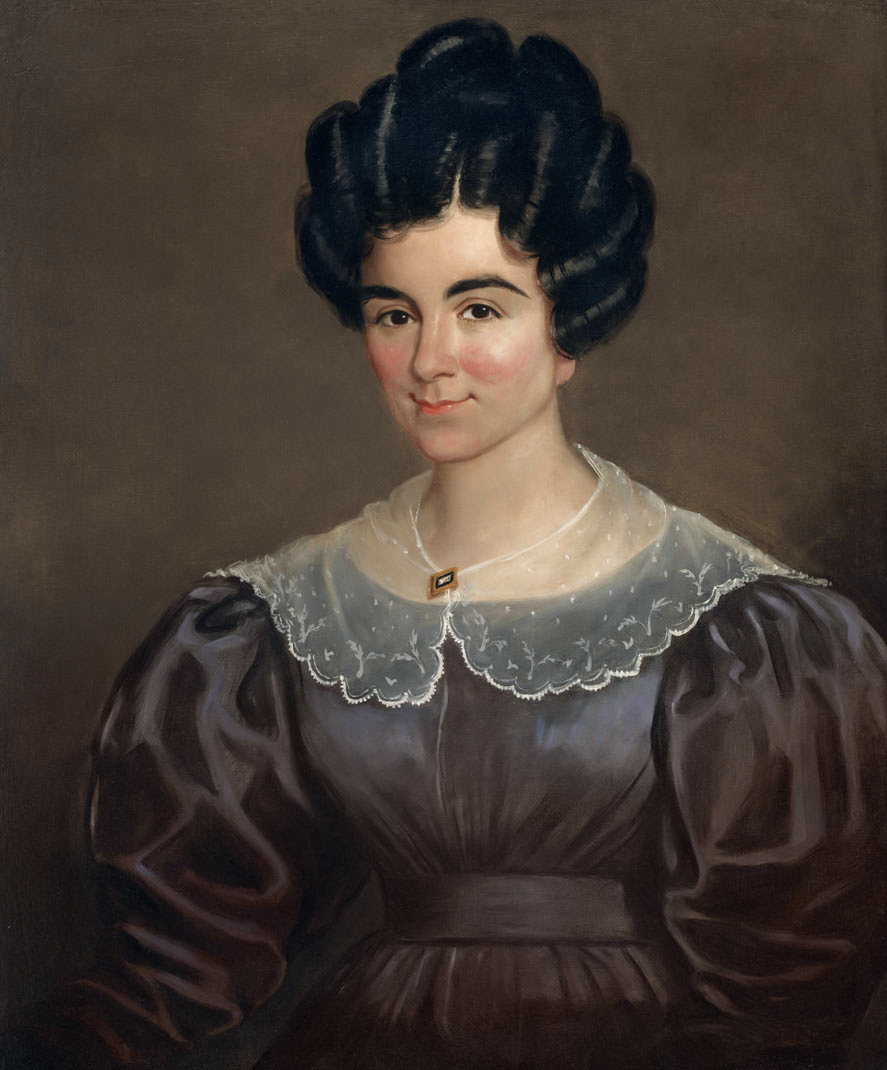
Madame Colin Robertson, née Theresa Chalifoux, 1833, Musée des beaux-arts de Montréal
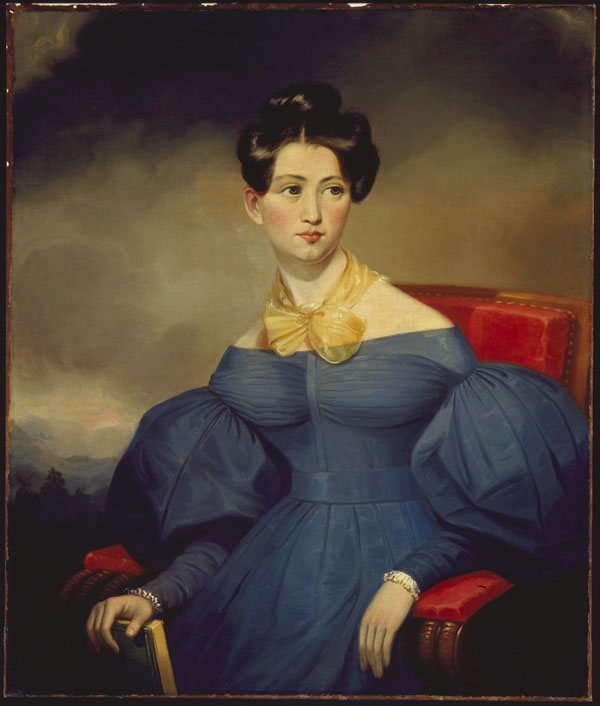
Madame Louis-Victor Sicotte, née Marguerite-Emélie Starnes, vers 1837, Bibliothèque et Archives Canada
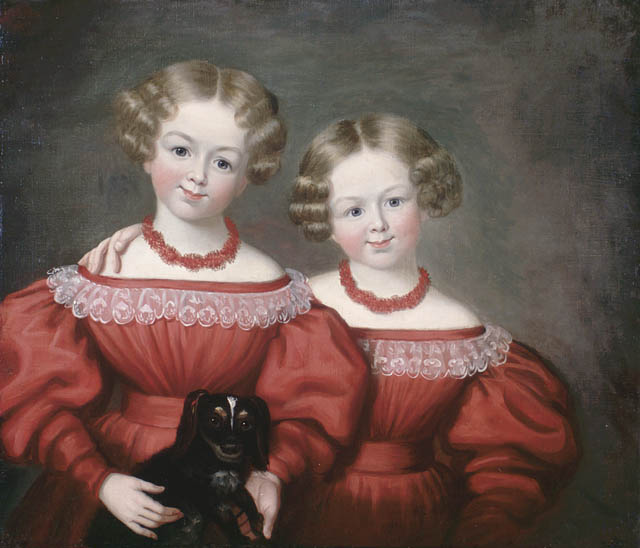
Céline and Rosalvina Pelletier, vers 1838, Bibliothèque et Archives Canada